# 赫利孔陨石坑
赫利孔陨石坑（Helicon）是位于月球正面雨海北部的一座小撞击坑，其名称取自古希腊天文学家暨数学家基齐库斯的赫利孔(约公元前361年)，1935年被国际天文学联合会正式接受。

## 描述

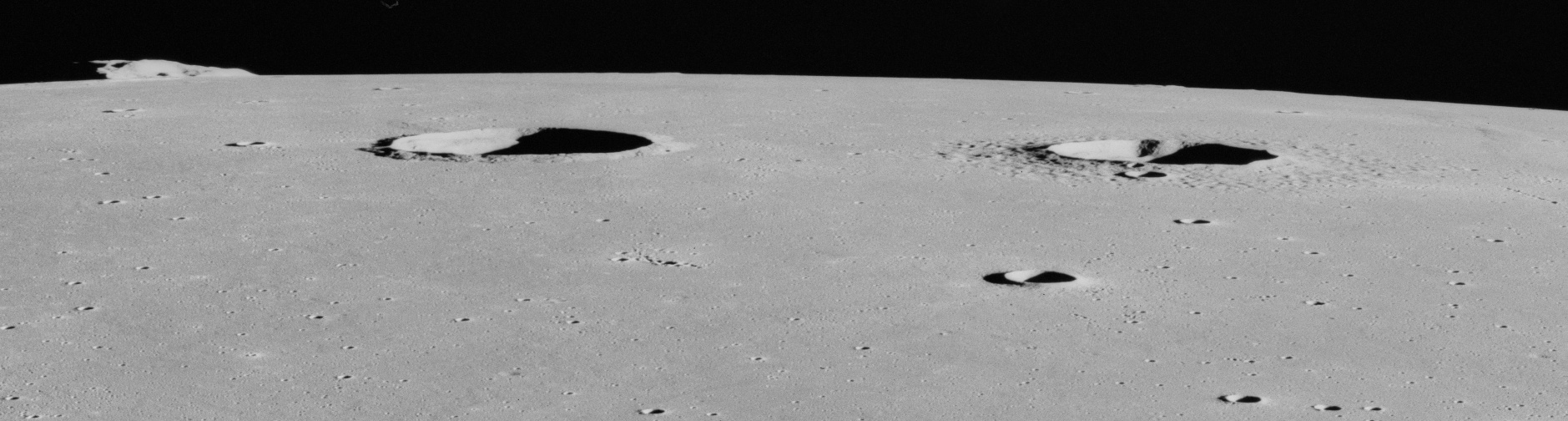
阿波罗15号拍摄的赫利孔陨石坑(左)和勒维耶陨石坑(右)高斜视图，左侧地平线上的山脉是位于它后面180公里处的拉普拉斯岬。请注意赫利孔陨石坑的喷出物已被月海熔岩掩埋，但勒维耶陨石坑的仍堆积在月海表面上。

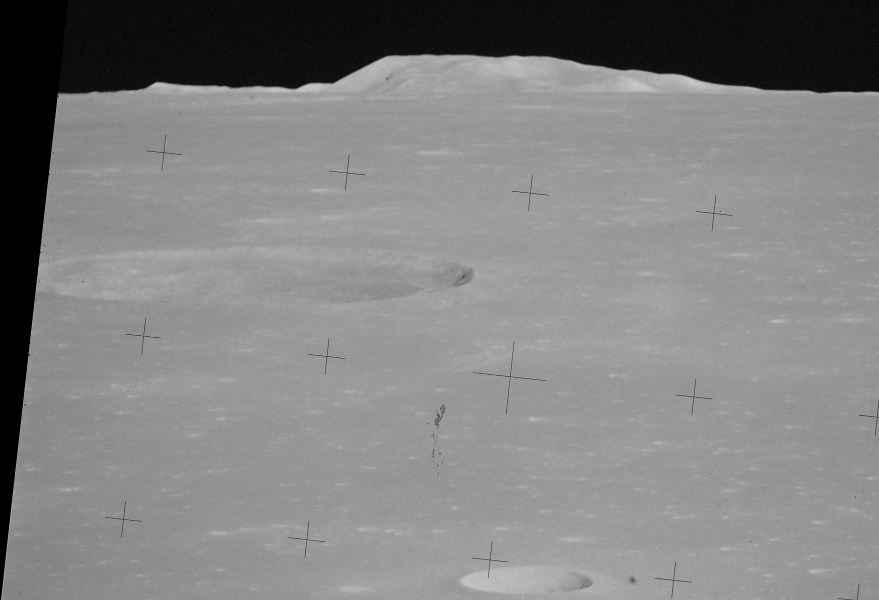
太阳高照下的赫利孔陨石坑(左)，阿波罗15号拍摄的另一幅斜视图。

该陨坑东侧靠近略小的勒维耶陨石坑、南面和西南分别毗邻卡利尼陨石坑及卡·赫歇尔环形山，在它的西面矗立着隆起的赫拉克利德岬，西北分布着美丽的虹湾及环绕它的侏罗山脉，而它的北面则正对着凸起的山角-拉普拉斯岬。该陨坑中心月面坐标为40°26′N 23°07′W / 40.43°N 23.11°W，直径23.74公里，深约1.87公里。
赫利孔陨石坑外观轮廓接近圆形，几乎未受到明显的撞击破坏，内侧壁呈阶坡状结构，沿西南段边缘可看到覆盖了一座小撞击坑。赫利孔陨石坑坑壁平均高出周边地形840米，内部容积约358.04公里3。坑底表面相对平坦，分布有一些与内壁平行的弧形山脊，坑底中心处坐落了一座细小的撞击坑。
赫利孔陨石坑形态特征隶属于"TRI 型"(以该类陨石坑的典型代表—"特里斯纳凯尔陨石坑"所命名)。

## 卫星陨石坑
按惯例，最靠近赫利孔陨石坑的卫星坑将在月图上以字母标注在它的中心点旁边.
| 赫利孔 | 纬度    | 经度    | 直径   |
| ------ | ------- | ------- | ------ |
| B      | 38.0° N | 21.3° W | 6 公里 |
| C      | 40.1° N | 26.2° W | 1 公里 |
| E      | 40.5° N | 24.1° W | 3 公里 |
| G      | 41.7° N | 24.9° W | 2 公里 |

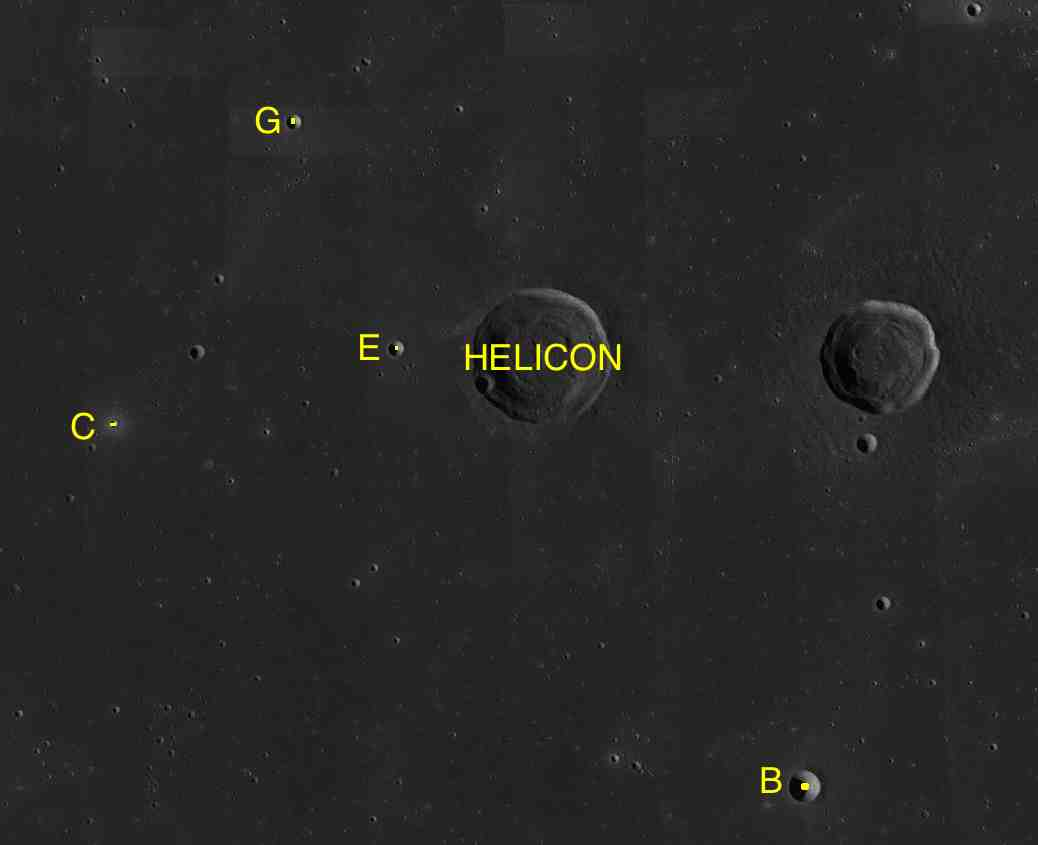
LAC-24 区域图

- 卫星坑"赫利孔 B"已被月球和行星观测协会(ALPO)列入《带有明亮射纹系统的撞击坑列表》[4]。

## 另请参阅
- Andersson, L. E.; Whitaker, E. A. . NASA RP-1097. 1982.
- Blue, Jennifer. . USGS. July 25, 2007  [2007-08-05]. （原始内容存档于2015-05-26）.
- Bussey, B.; Spudis, P. . New York: Cambridge University Press. 2004. ISBN 978-0-521-81528-4.
- Cocks, Elijah E.; Cocks, Josiah C. . Tudor Publishers. 1995. ISBN 978-0-936389-27-1.
- McDowell, Jonathan. . Jonathan's Space Report. July 15, 2007  [2007-10-24]. （原始内容存档于2015-01-12）.
- Menzel, D. H.; Minnaert, M.; Levin, B.; Dollfus, A.; Bell, B. . Space Science Reviews. 1971, 12 (2): 136–186. Bibcode:1971SSRv...12..136M. doi:10.1007/BF00171763.
- Moore, Patrick. . Sterling Publishing Co. 2001. ISBN 978-0-304-35469-6.
- Price, Fred W. . Cambridge University Press. 1988. ISBN 978-0-521-33500-3.
- Rükl, Antonín. . Kalmbach Books. 1990. ISBN 978-0-913135-17-4.
- Webb, Rev. T. W.  6th revised. Dover. 1962. ISBN 978-0-486-20917-3.
- Whitaker, Ewen A. . Cambridge University Press. 1999. ISBN 978-0-521-62248-6.
- Wlasuk, Peter T. . Springer. 2000. ISBN 978-1-85233-193-1.